# Алкіоніди
Алкіоні́ди (грец. Αλκυονίδες) — доньки Алкіонея: Алкіппа, Анфа, Астерія, Дрімо, Мефона, Паллена, Фтонія, Хтонія, які після смерті батька кинулись у море.
Амфітріта перетворила їх на морських птахів — рибалочок.